# Clubiona kulczynskii
Clubiona kulczynskii là một loài nhện trong họ Clubionidae.
Loài này thuộc chi Clubiona. Clubiona kulczynskii được Roger de Lessert miêu tả năm 1905.